# George Knobel
George Knobel (n. 10 decembrie 1922, Roosendaal, Brabantul de Nord, Țările de Jos – d. 5 mai 2012, Roosendaal, Brabantul de Nord, Țările de Jos) a fost un antrenor de fotbal neerlandez.
Knobel a petrecut la cârma echipei naționale de fotbal a Țărilor de Jos 15 meciuri între 1974 și 1976, obținânnd 9 victorii, 1 remiză și 5 înfrângeri, reușind să se claseze cu naționala Țărilor de Jos pe locul trei la Campionatul European de Fotbal 1976. În Țările de Jos el a mai antrenat cluburile AFC Ajax și MVV în trei perioade, inclusiv un interimat în aprilie 1982.  Între 1980–1981 George Knobel a antrenat echipa națională de fotbal a Hong Kongului, iar apoi a petrecut două scurte perioade la clubul Seiko SA din Hong Kong.